# Sanctuary (episodio de Falling Skies)
Sanctuary (El Santuario en Latinoamérica, El Refugio en España) es un episodio de dos partes correspondiente al sexto y séptimo episodios de la serie de drama y ciencia ficción de TNT, Falling Skies. El episodio fue dirigido por Sergio Mimica-Gezzan. La primera parte fue escrita por Joel Anderson Thompson, siendo emitido el 17 de julio de 2011, mientras que Melinda Hsu Taylor escribió la segunda parte, al aire el 24 de julio de 2011 en E.U.

## Argumento

### Parte 1
Mientras examina a un niño, Anne es amenazada a punta de pistola por el padre del niño que le pide medicamento. Anne llena una bolsa con medicinas, pero se defiende. El hombre la golpea y toma la bolsa. Tom, Mike Weaver persiguen a la familia para convencerlos que se queden. Ellos abren fuego de nuevo, pero son detenidos por Terry Clayton, miembro de la 7th Mass. La familia se escapa dejando la bolsa con medinas. Terry se reúne con Tom, Mike y Weaver, a quienes parece conocer de tiempo atrás. Clayton les cuenta que la 7th Mass desapareció, ya que fueron atacados por los Skitters. Clayton les dice que deben llevar fuera a los niños de la 2nd Mass, porque los Skitters están en camino a la escuela. Tom está renuente en contra de este movimiento.
Margarita, va a buscar medicamentos de Anne para su amiga, Sarah, y le da un arma a Anne para protegerse en el futuro y le ofrece lecciones de tiro. Ben parece estar recuperándose bien mientras realiza 102 flexiones sin sudar o quejarse. Él le dice a Matt que los Skitters cuidan de los niños y no son monstruos, sino una familia. Hal escucha esta conversación, y parece consternado.
Hal comparte su preocupación acerca de Ben con Anne, diciéndole que Ben es un niño diferente. Anne conversa con Tom acerca de Ben, pero Tom no ve problema con su hijo. Tom entonces le dice que él no quiere tomar la oferta de Clayton. Jimmy le pide Weaver lo ponga de nuevo en la rotación. Weaver, que le permite ir a vigilar con Parker. Anne toma la oferta de Margaret y se va disparar con ella. Clayton habla a los padres preocupados acerca de su oferta, les dice que se trata de una "medida temporal". Tom interviene, en contra de la idea.
Jimmy sale a vigilar con Parker, y se sientan en un autobús escolar abandonado. Un Mech llega rápidamente y mata a Parker. El fuego del Mech alerta a los soldados. Jimmy es casi asesinado por el Mech, pero logra escapar. Weaver, mientras va en busca de Jimmy, encuentra el cuerpo de Parker en el autobús. Jimmy es atacado en el interior de la escuela por un Skitter. Tom y Weaver le oyen gritar y van a ayudarlo. Antes que el Skitter pueda matar a Jimmy, Weaver le dispara. Jimmy comienza a llorar y un reacio Weaver le consuela.
Clayton habla con Tom y Weaver después del ataque y les dice que el próximo ataque podría ocurrir pronto. Weaver le dice a Tom que la oferta de Clayton tiene que ser reconsiderada. Tom está de acuerdo. Ben es atacado verbalmente por un ciudadano enojado que lo llama "espalda de púas" y le dice que los Skitters están atacando a los niños por su culpa. Hal defiende a su hermano y amenaza al hombre. Ben va a ver a su padre. Tom le pregunta a Ben si él es feliz de estar de vuelta y Ben le responde que sí. Ben le dice a su padre que quiere ir con Clayton para aliviar la carga de su padre. Tom entonces va y habla con los padres de la 2nd Mass, diciéndoles que él está permitiendo que Ben y Matt vayan con Clayton, e insta a todos los demás a seguirlo.
Ben mira una foto de él y su familia en vacaciones. Se la da a Hal y le dice que se la puede devolver después. Más tarde, Hal le dice a Tom que él quiere ir con Clayton para cuidar de Ben y Matt. Él le dice a Tom sobre un momento en que él luchó con Ben y su madre les impulsó a mirar el uno al otro. Hal dice que le debe a su madre la cortesía de cumplir su promesa de cuidar él y de Matt. Fuera de la escuela, los niños de la 2nd Mass se preparan para salir con Clayton. Salen a pie hasta un rancho. Más tarde esa noche, Eli, el niño cuyo padre atacó a Anne, le dice Clayton que quiere ver a sus padres. Clayton lleva a Eli al bosque, donde se encuentra con Megan, una chica con arnés que le dice que ella puede llevarlo con su familia. Eli se pone frenético, cuando se da cuenta de su arnés. Un Skitter y un Mech llegan y le disparan a Eli, dejándolo inconsciente. Se comunican con Clayton por medio de la chica, y se revela que los sobrevivientes de la 7th Mass tienen un trato con los aliens. Clayton regresa al rancho, dejando al descubierto que tiene preso a Pope y que lo golpeó para sacarle información sobre dónde encontrar a la 2nd Mass y a sus hijos.

### Parte 2
Los hijos de la 2nd Mass, ahora en el Santuario de Clayton juegan un partido de fútbol. Durante un intervalo, Tessa, un miembro del Santuario, es llamada por su padre diciéndole que debe recordar por qué están los otros aquí. Más tarde, Terry y el padre de Tessa van a un establo escondido, donde John Pope, está prisionero. Pope se vio obligado a dar información importante acerca de la 2nd Mass, lo que permitió a los combatientes de la resistencia para ofrecer su confianza a una fuente de inmoral, como Terry. Clayton se va y Pope, que ya había utilizado un pedazo de vidrio roto para cortar las cuerdas que se le ataban, noquea al padre de Tessa, pero decide no matarlo. Mientras escapa, se da cuenta de dos cadáveres detrás del granero.
Tom se frustra, mientras la 2nd Mass no ha recibido ni una palabra de Clayton en 48 horas, visto ninguna señal de la 3rd Mass, ni de los escoltas. Weaver no se alegra de que Tom vaya a buscar a los niños, pero le ordena a él y a Dai regresen al campamento base por la noche. De vuelta en el Santuario, Lourdes descubre una mochila perteneciente a Eli Russell. En secreto se reúne con Hal y Mike y les habla sobre la mochila que encontró. Mike dice que él confía en Clayton, sin embargo más tarde busca en el granero cerrado y se encuentra una pila de ropa de Eli. Clayton lo encuentra y saca una pistola sobre él. Él le dice a Mike lo horrible que fue para ellos  presenciar la caída de la 7th Mass. Clayton le cuenta que una niña llamada Megan, se quedó atrás y fue tomada por los Skitters. Después de eso, los aliens dejaron a su equipo en paz por una semana. Terry describe el comportamiento, como si los Skitters estuvieran agradeciéndoles por Megan, por la entrega de uno de los suyos. Terry explica a Mike que al igual que los soldados de un ejército humano, cada destacamento de Skitters tiene sus propias regiones y sectores asignados, y cada uno tiene sus propias cuotas para cubrir, en su caso, el número de niños capturados y con arnés. La fuerza Skitters que casi terminaron con la 7th Mass decidió que si su cuota se está cumpliendo o incluso superando, en realidad no les importa si el puñado que queda de la 7th Mass y sus familias siguen en libertad. Así que los Skitters ofrecieron a Terry un acuerdo en el que había que colaborar con ellos, dejando que el resto de la 7th Mass sirviera como trampa para recoger en silencio a los niños refugiados humanos, y a cambio los Skitters dejarían a sus hombres y sus familias en paz.
Mike decide que es hora de que la 2nd Mass deje el Santuario. Hal se da cuenta de que Tessa sabía sobre el plan todo el tiempo, y que avisa a su padre y al resto de los hombres que los niños del sacrificio se escapan. Corren en la noche con sólo Mike y Hal armados para defender al grupo, mientras que Hal se lleva Rick y al resto de los niños a un lugar seguro. Antes de partir, Mike le dice a Rick lo mucho que lo ama. Clayton viene detrás de Mike con un arma. En el bosque, Hal oye un disparo, y deduce que Clayton mató a Mike.
Al día siguiente, los niños la 2nd Mass caminan por una zona desconocida. Entran en una casa abandonada. Ben cree que debería ir por delante del grupo, ya que no está cansado y puede moverse más rápido que el resto, Hal está de acuerdo con su hermano menor y le dice que siga la carretera, de vuelta al campamento base de la escuela. Tom y Dai encuentran a Ben en algún lugar en la carretera, y Ben le cuenta a su padre lo que está pasando.
Los hombres del Santuario han encontrado Hal y los niños, y exigen que se entreguen. Hal abre fuego contra los soldados, mientras que Lourdes lleva a los niños por la parte trasera. Pope defiende Hal disparándole a uno de los hombres de Clayton. Él recibe un disparo justo antes de darse cuenta de que Tom se esconde entre los árboles. Tom se acerca a los hombres y les dice que Porter está en camino. Él se ofrece como rehén para salvar la vida de los niños. Él le dice a Hal que salga de la casa, y todos se convierten en prisioneros de Clayton. El grupo es escoltado de regreso al Santuario, pero Weaver y otros soldados de la 2nd Mass han llegado al lugar. Clayton y sus hombres se rinden, pero Clayton, en un intento de matar a Hal, es asesinado por Tom.
En la escena final, 2nd Mass ofrece un funeral militar para Mike, quien sacrificó su propia vida para mantener a su hijo y a los otros niños vivos. Tom dice unas palabras en honor de su amigo muerto, y Rick recibe la bandera americana doblada en el funeral. Él le dice a Ben que está en la naturaleza humana matar y que "nosotros" nunca harían eso. Rick ahora se identifica como parte de la raza Skitter, en lugar de la raza humana. Y con una mirada escalofriante, le dice a Ben que él debe sentirse de la misma manera.

## Elenco
| - Noah Wyle como Tom Mason. - Moon Bloodgood como Anne Glass. - Drew Roy como Hal Mason. - Maxim Knight como Matt Mason. - Connor Jessup como Ben Mason. - Seychelle Gabriel como Lourdes Delgado. - Peter Shinkoda como Dai. - Colin Cunningham como John Pope. - Sarah Carter como Margaret. - Mpho Koahu como Anthony. - Will Patton como Capitán Weaver. | - Dylan Authors como Jimmy Boland. - Daniyah Ysrayl como Rick Thompson. - Melissa Kramer como Sarah. - Niamh Wilson como Megan. - Nathan Mitchell como Parker. - Gage Munroe como Eli Russell. - Martin Roach como Mike Thompson. - Henry Czerny como Teniente Terry Clayton. - Sarah Stunt como Tessa Greene. |

## Recepción

### Recepción del público
En su emisión original, "Sanctuary, Part 1" fue visto por una audiencia estimada de 4.27 millones de hogares, según Nielsen Media Research. El episodio recibió una calificación de 1,4 entre los espectadores con edades comprendidas entre 18 y 49 años.
"Sanctuary, Part 2" fue visto por un estimado de 4.07 millones de espectadores. El episodio recibió una calificación de 1,4 entre los espectadores con edades comprendidas entre 18 y 49 años, según Neilsen Media Research.

### Recepción de la crítica
“OK, esto? ESTO? Esto es lo que Falling Skies debería ser, gente. Tal vez sea una anomalía, y vamos a volver a lo básico mediocre la próxima semana. Tal vez sea el show, finalmente aprendiendo lo que funciona y lo que no. Tal vez sea la historia, finalmente golpea y se pone en marcha después de semanas de construcción. La televisión muestra a menudo shows que vienen a medio terminar. Pero cuando un programa da el salto de "tiene un gran potencial para" a "está a la altura de", eso es algo grande para contemplar otra vez:. no hay garantía de que "Sanctuary, Part 1" es el estándar y  nueva base de Falling Skies, pero si fuera a así, me pongo de pie y me declaro fan de esta serie que me decepcionó en gran medida hasta este punto.”
Ryan McGee de The A.V. Club, quien le dio una A- al episodio.

En su revisión de la Parte 2, McGee le dio al episodio la puntuación más baja,C.